# Maluns

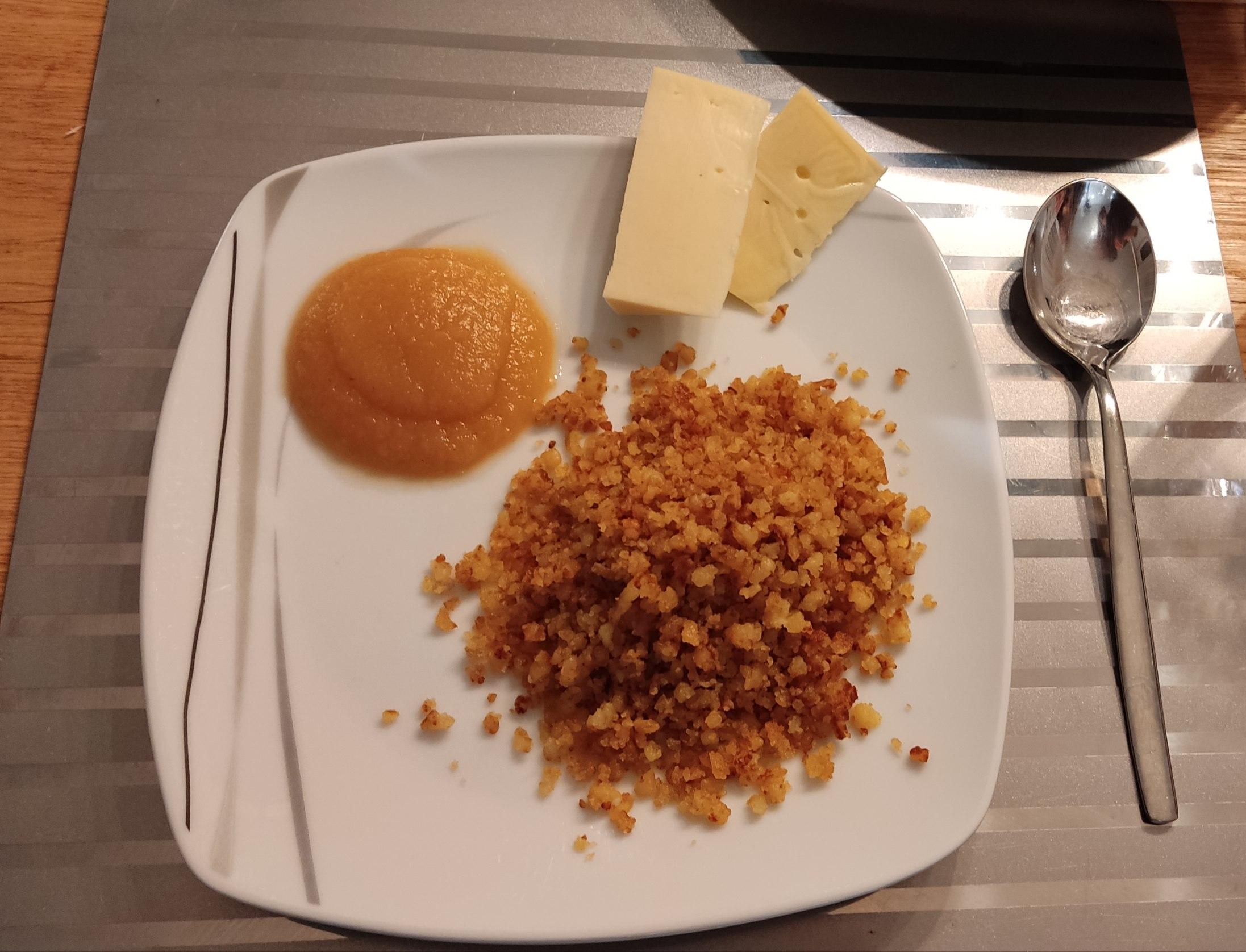
Maluns mit Apfelmus und Alpkäse

Maluns bzw. Erdäpfelwirler ist ein klassisches Kartoffelgericht der ursprünglich bäuerlichen Küche Graubündens und Tirols.

## Zubereitung
Maluns besteht aus am Vortag gegarten, geriebenen Kartoffeln, die mit Mehl vermischt in Butter langsam geröstet werden. Dieses Gericht entspricht nicht der Rösti, es ist eher eine Art Kartoffel-Ribel. Maluns kann je nach Variante mit Apfelmus, Alpkäse oder Milchkaffee gegessen werden.